# پالوماس (مادرید)
پالوماس (به اسپانیایی: Palomas) یک منطقهٔ مسکونی در اسپانیا است که در Hortaleza واقع شده‌است.